# Den barmhärtige samaritens lag

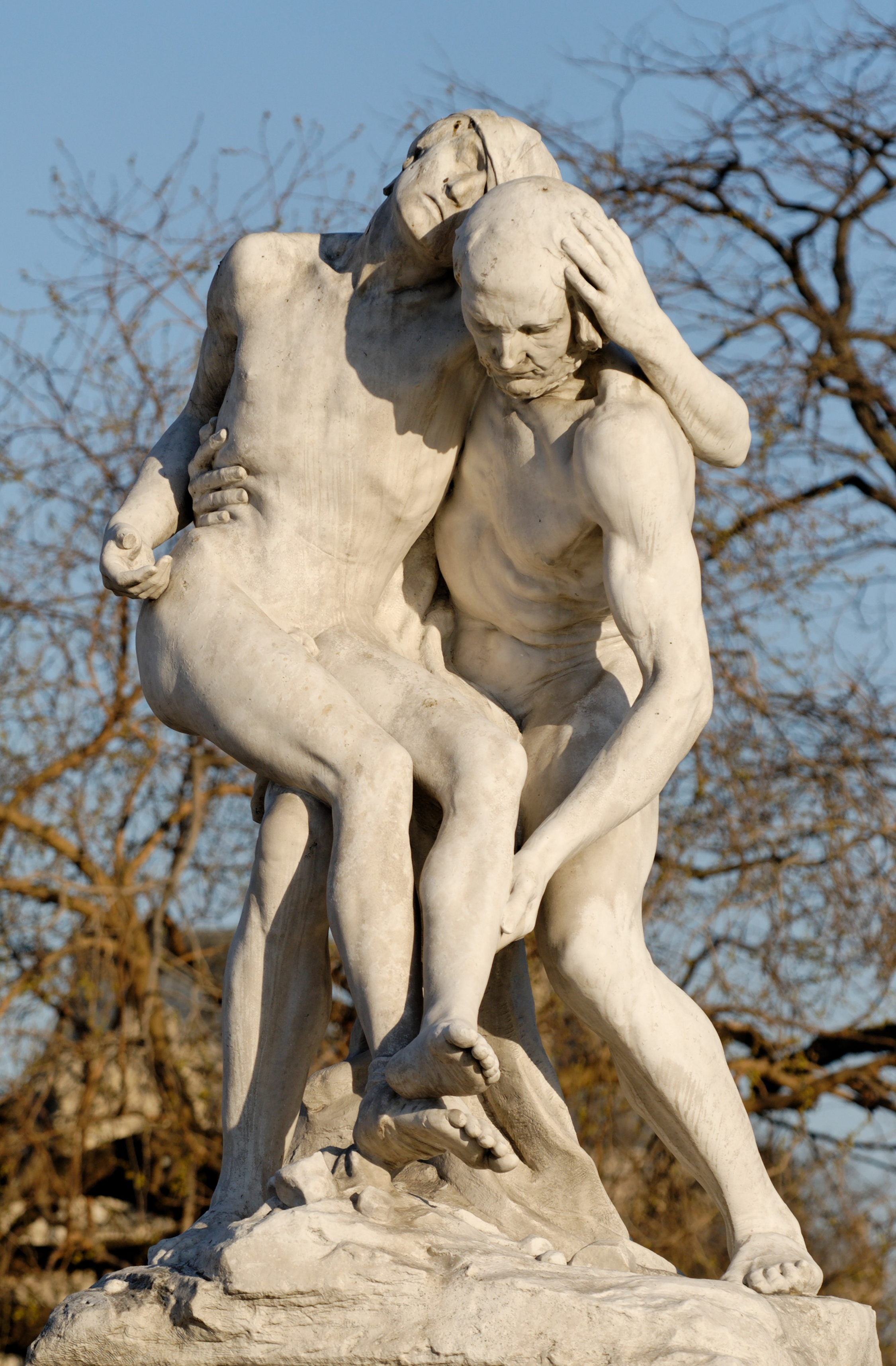
En staty av François-Léon Sicard som representerar den barmhärtige samaritens räddning av en skadad resenär

Den barmhärtige samaritens lag är i USA, Kanada och Australien en samling lagar som skyddar privatpersoner från att bli stämda, exempelvis för felbehandling, om de hjälper och sköter personer som är skadade, sjuka, i fara, eller på annat sätt oförmögna att ta hand om sig själva.